# Domenico Vigna
Domenico Vigna ( ? - 1647 ) fue un médico, botánico y horticultor italiano, profesor en la Universidad de Pisa. También fue prefecto del Jardín botánico de Pisa entre 1609 a 1613, de 1615 a 1617, de 1632 a 1634.

## Honores

### Epónimos
Género
- (Fabaceae) Vigna[1]Savi[2][3]